# وارن جونز
وارن جونز (بالإنجليزية: Warren Jones)‏ هو لاعب كرة قدم أسترالية نيوزيلندي، ولد في 2 نوفمبر 1953.

## وصلات خارجية
- وارن جونز على موقع AustralianFootball.com (الإنجليزية)
- وارن جونز على موقع AFLtables.com (الإنجليزية)